# Clavaspis herculeana
Clavaspis herculeana är en insektsart som först beskrevs av Cockerell, Hadden, {in}, Doane och Hadden 1909.  Clavaspis herculeana ingår i släktet Clavaspis och familjen pansarsköldlöss. Inga underarter finns listade i Catalogue of Life.